# Alan Zamora
Alan Miguel Zamora González (n. 8 de abril de 1985 en Ciudad de México), es un exfutbolista y entrenador mexicano; jugaba como mediocampista.
Actualmente se desmpeña como entrenador del cuadro Sub-23 de los Gallos Blancos del Querétaro.

## Trayectoria

### Futbolista
Se desarrolló en las fuerzas básicas de las Águilas del América. Llegó a la Primera División 'A' con Águilas Riviera Maya, entonces filial del América en la Temporada 2005-2006 (debido a los daños causados por el Huracán Wilma, la directiva del América determinó cambiar de sede al equipo en el Clausura 2006). 
Jugó con Real de Colima, cuadro filial de los Potros de Hierro del Atlante en el Ascenso, en la Temporada 2006-2007.
Su buen desempeño con Tuberos le valió para ser considerado por el "Profe" José Guadalupe Cruz, entrenador del Atlante, en el primer semestre del 2007. Debutó en la Primera División de México el 3 de marzo de 2007, enfrentando a Club Necaxa en el Estadio Azteca, en partido correspondiente a la Jornada 8 del Clausura 2007; el partido finalizó 3-0 a favor de los Potros de Hierro. 
En diciembre de 2008 fue fichado por Jaguares de Chiapas.
Jugó la Temporada 2011-2012 con Club Puebla, al finalizar el Clausura 2012 retornó a Jaguares.
Estuvo con San Luis FC en el Clausura 2013, con los Gallos Blancos del Querétaro en el Apertura 2013 y con el Club Puebla en el Clausura 2014.
De cara al Apertura 2014 volvió a vestir la playera de Jaguares de Chiapas.
Del 2015 al 2017 militó con los Tiburones Rojos de Veracruz.
Su última Temporada como profesional la vivió con el Atlante en la Liga de Ascenso de México.

## Clubes

### Futbolista
| Club                     | País   | Año           |
| ------------------------ | ------ | ------------- |
| Águilas Riviera Maya     | México | Apertura 2005 |
| Zacatepec FC             | México | Clausura 2006 |
| Real de Colima (Cárnet)  | México | 2006-2007     |
| Atlante                  | México | 2007-2008     |
| Potros Chetumal (Cárnet) | México | Apertura 2008 |
| Jaguares de Chiapas      | México | 2009-2011     |
| Club Puebla              | México | 2011-2012     |
| Jaguares de Chiapas      | México | Apertura 2012 |
| San Luis FC              | México | Clausura 2013 |
| Querétaro FC             | México | Apertura 2013 |
| Club Puebla              | México | Clausura 2014 |
| Jaguares de Chiapas      | México | 2014-2015     |
| Veracruz                 | México | 2015-2017     |
| Atlante                  | México | 2017-2018     |

#### Partidos y goles
| Competencia                   | Partidos | Goles |
| ----------------------------- | -------- | ----- |
| Primera División de México    | 230      | 4     |
| Primera División 'A'          | 43       | 2     |
| Copa México                   | 41       | 2     |
| Copa Libertadores 2011        | 10       | 0     |
| SuperLiga                     | 4        | 0     |
| Liga de Campeones de CONCACAF | 3        | 0     |
| Total                         | 331      | 8     |

## Palmarés

### Futbolista

#### Campeonatos nacionales
| Categoría                  | Título                    | Club     | País   |
| -------------------------- | ------------------------- | -------- | ------ |
| Primera División de México | Apertura 2007             | Atlante  | México |
| Copa México                | Copa México Clausura 2016 | Veracruz | México |

#### Campeonato internacional
| Título                            | Club    | Sede   | Año  |
| --------------------------------- | ------- | ------ | ---- |
| Concacaf Liga Campeones 2008-09 * | Atlante | México | 2009 |

* Jugó la primera vuelta del torneo.

## Selección nacional

### Sub-23
Fue convocado por Hugo Sánchez para disputar el Preolímpico de Concacaf de 2008 en Estados Unidos.
México finalizó en el tercer puesto del Grupo B y quedó fuera de la posibilidad de buscar un boleto para asistir a los Juegos Olímpicos de Pekín 2008. 
| Certamen    | Sede           | Resultado      | Partidos | Goles |
| ----------- | -------------- | -------------- | -------- | ----- |
| Preolímpico | Estados Unidos | Fase de grupos | 2        | 0     |